# Menton
Menton (/mɑ̃tɔ̃/; tiếng Occitan: Menton/Mentan; tiếng Ý: Mentone) là một xã ở tỉnh Alpes-Maritimes, vùng Provence-Alpes-Côte d’Azur ở đông nam nước Pháp.

## Thành phố kết nghĩa
- Baden-Baden, Đức
- Montreux, Thụy Sĩ
- Namur, Bỉ
- Sochi, Nga
- Laguna Beach, Mỹ